# 亚美尼亚国徽
亞美尼亞國徽啟用於1992年4月19日，以采用亞美尼亞民主共和國的國徽設計蓝本而设计的。為一盾徽，由鷹和獅子護持。
中間的小盾為挪亞方舟停於阿拉臘山山頂，兩者都是亞美尼亞的象徵。盾的其餘部分分為四個象限。左下角為雙鷹回頭對視，象徵阿爾塔克夏王朝；左上角為背負十字架的獅子，象徵巴格拉提德王朝；右上角為雙頭鷹，象徵阿薩息斯王朝；右下角為爪持十字架的獅子，象徵魯本王朝。
盾下有劍、斷開的鎖鏈、麥穗、羽毛和綬帶。

## 歷史上的國徽
- 外高加索蘇維埃聯邦社會主義共和國國徽
- 亞美尼亞蘇維埃社會主義共和國國徽